# B'z TV Style Songless Version
B'z TV Style Songless Version é a primeira coletânea da banda japonesa de hard rock B'z, lançado em 2 de fevereiro de 1992 pela BMG Japan. Vendeu 231.340 cópias no total, chegando à 2ª colocação da Oricon. O álbum possui apenas músicas em versão karaokê, ou seja, sem vocais.

## Faixas
1. Dakara Sono Te Wo Hanashite (だからその手を離して) - 3:51
2. Kimi no Naka de Odoritai (君の中で踊りたい) - 3:45
3. Oh!Girl - 4:11
4. Rosy - 4:55
5. Bad Communication - 7:23
6. Tonari de Nemurasete (となりでねむらせて) - 4:14
7. Be There - 4:14
8. Taiyou no Komachi Angel - (太陽のKomachi Angel) - 4:11
9. Easy Come, Easy Go! - 4:41
10. Itoshii Hitoyo Good Night... (愛しい人よGood Night...)- 6:16
11. Hot Fashion - 4:13
12. Lady Navigation - 4:21
13. Kodoku no Runaway (孤独のRunaway) - 5:03
14. Alone - 5:58